# Teofilów (Tomaszów Mazowiecki)
Pour les articles homonymes, voir Teofilów.
Teofilów est une localité polonaise de la gmina d'Inowłódz, située dans le powiat de Tomaszów Mazowiecki en voïvodie de Łódź.